# CSMA/CD
Carrier Sense Multiple Access With Collision Detection (CSMA/CD), er indenfor datanet en network control datanetprotokol hvor 
- en "fremmed" bærebølge (eng. carrier wave) registrering anvendes.
- en datavært A som sender data, detekterer en anden datavært Bs bærebølgesignal. Så stopper A med at sende rammen, og sender herefter et jam-signal. Nu venter A et tilfældigt kort tidsinterval (kendt som "backoff delay" som bestemmes ved at anvende truncated binary exponential backoff algoritmen) før A prøver at sende rammen igen.

CSMA/CD er en modifikation af en ren Carrier Sense Multiple Access (CSMA).
Kollision registrering anvendes til at forbedre CSMA ydelsen ved at stoppe transmission øjeblikkeligt, når en kollision detekteres og sandsynligheden for en kollision minskes ved efterfølgende sendingsforsøg.
På ethernet-segmenter kan flere dataværter deles om samme medium (f.eks. tyndt ethernet) – dataforbindelser som anvender halv-dupleks kommunikation – anvender CSMA/CD. Ethernet hubs er netudstyr, som kan forstærke og regenerere signaler til flere segmentgrene.
En netværksswitch med 8P8C (fejlagtigt benævnt RJ-45) ethernet-porte anvender i langt de fleste fuld-dupleks kommunikation og her er derfor ingen mulighed for kollisioner.
Kollisioner sker også på token ring.
CSMA/CD ( Carrier Sense Multiple Access with Collision Detection ) er en Random Access protokol. 
Denne protokol bliver brugt, når der bliver sendt frames mellem to forskellige adaptere:
- Når der skal sendes et frame, modtager adapteren et datagram fra netværkslaget, hvorefter den bliver lavet til et frame i link-laget.
- Adapteren vil herefter tjekke om der er fri bane til at sende framet afsted. Måden den gør dette på er ved at tjekke om der er signal energi på den kanal som den gerne vil anvende.
- Hvis der er fri bane vil den sende framet afsted og blive ved med at holde øje med signal energien.
- Hvis der ikke sker nogen ændringer bliver framet sendt hele vejen. Men hvis der derimod kommer signal energi på kanalen vil den stoppe med at sende framet, og vente et tilfældigt stykke tid og forsøge igen. Den bliver ved på denne måde indtil at den ved at framet er blevet modtaget.